# Amomum staminidivum
Amomum staminidivum är en enhjärtbladig växtart som beskrevs av Gobilik, A.L.Lamb och Axel Dalberg Poulsen. Amomum staminidivum ingår i släktet Amomum och familjen Zingiberaceae. Inga underarter finns listade i Catalogue of Life.